# Nieuport IX
Die Nieuport IX war ein französisches Militärflugzeug.

## Entwicklung
Die Nieuport IX war das erste Muster einer großen Familie von Doppeldecker-Jägern und -Aufklärern (Nieuport IX bis XXV). Der Rumpf aus verspannten Holzteilen und der Flügel waren leinwandbespannt, nur der Bereich unmittelbar um den Motor war mit Aluminium beplankt. Die Nieuport IX war als Doppelsitzer mit dem Beobachter im vorderen Cockpit ausgelegt. Er verfügte über einen Karabiner, mit dem er auf seinem Sitz stehend feindliche Flugzeuge abwehren sollte.

## Technische Daten Nieuport IX
| Kenngröße             | Daten                                                   |
| --------------------- | ------------------------------------------------------- |
| Besatzung             | 2                                                       |
| Länge                 | 9,10 m                                                  |
| Flügelspannweite      | 9,00 m                                                  |
| Flügelfläche          | 17,60 m²                                                |
| Leermasse             | 430 kg                                                  |
| Startmasse:           | 680 kg                                                  |
| Flächenbelastung      | 38,60 kp/m²                                             |
| Leistungsbelastung    | 8,50 kg/PS                                              |
| Triebwerk             | ein Umlaufmotor Rhone, 80 PS (59 kW) Startleistung      |
| Höchstgeschwindigkeit | 138 km/h in Bodennähe                                   |
| Steigzeit             | auf 1000 m: 6 min auf 2000 m: 13 min auf 3000 m: 28 min |
| Gipfelhöhe            | 3800 m                                                  |
| Flugdauer             | 2 h                                                     |
| Bewaffnung            | 1 Karabiner                                             |